# Gestão por competências

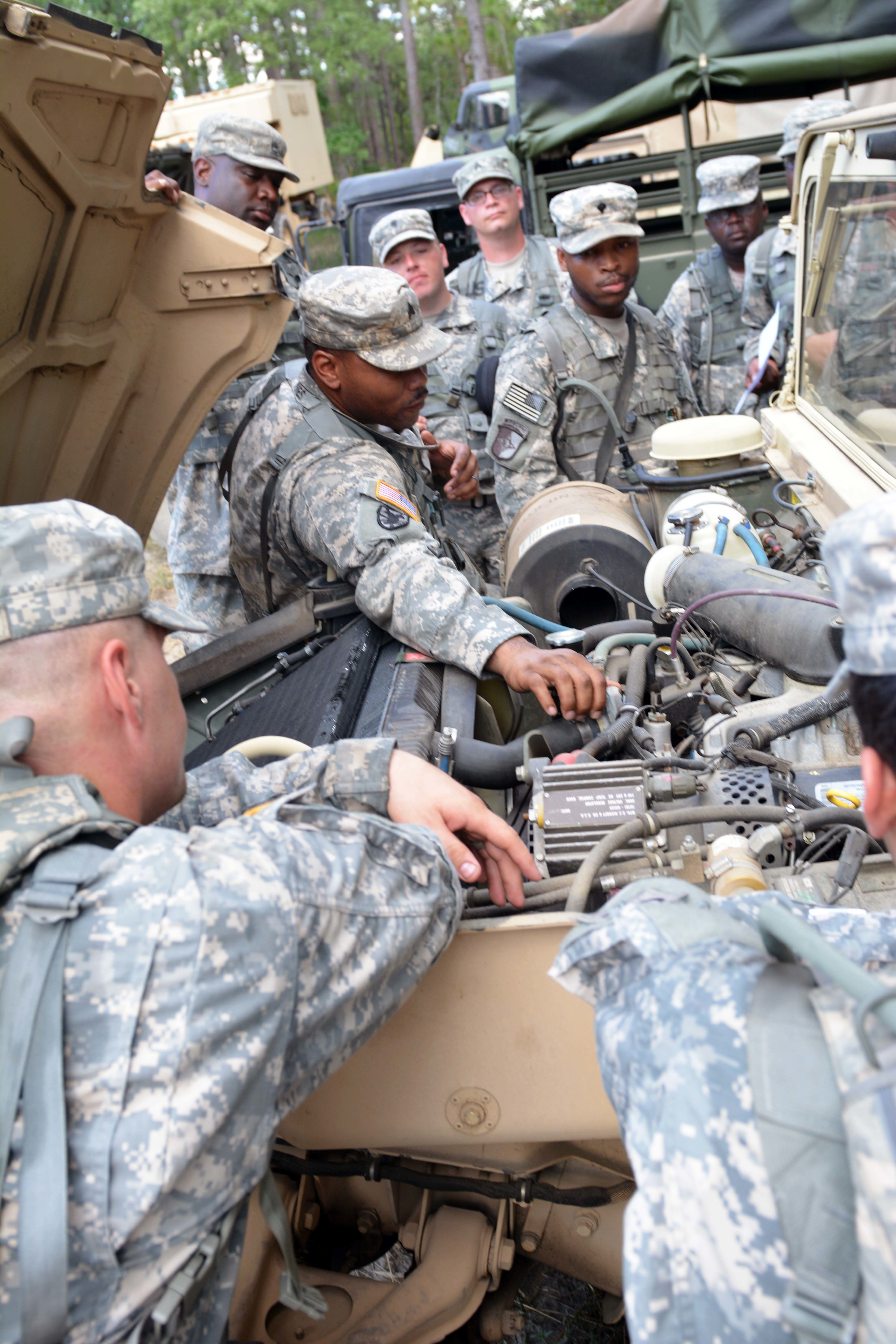
Human resources company not sweating heat during FTX 150617-A-LU698-822

Gestão por Competências é um sistema da área de Gestão de Recursos Humanos desenvolvido no sentido de identificar e gerir perfis profissionais que proporcionem um maior retorno a um negócio, identificando os pontos de excelência e as oportunidades de melhoria, suprindo lacunas e agregando conhecimento. Um modelo de gestão de competência sempre terá um viés conceitual e deverá ser de difícil mensuração, mas na medida em que o processo de identificação dos perfis for avançando, melhor será conduzir o gerenciamento.

## O que é competência?
A definição de competência é baseada no CHA, que são os (C) conhecimentos,  (H) habilidades, competências técnicas, e as (A) atitudes e competências comportamentais que uma pessoa possui. O conhecimento tem relação com a formação acadêmica, se trata do conhecimento teórico. A habilidade está ligada ao prático, a vivência e ao domínio do conhecimento. Já a atitude representa as emoções, os valores e sentimentos das pessoas, isto é, o comportamento humano e seres que convêm da capacidade de se relacionar numa especialidade direcionado.

## Definição
A Gestão por Competências representa uma alternativa aos modelos gerenciais tradicionalmente utilizados pelas organizações. Propõe-se a orientar esforços para planejar, captar, desenvolver e avaliar, nos diferentes níveis da organização (individual, grupal e organizacional) as competências necessárias para alcançar seus objetivos.
A proposta deste modelo de gestão é compreender quais são as competências organizacionais críticas para o sucesso organizacional, desdobrá-las em termos de competências profissionais e desenvolvê-las junto ao quadro de funcionários internos. Trata-se de uma metodologia de gestão moderna, focada nos negócios, no mercado e no desenvolvimento profissional permanente.
A gestão por competências direciona sua ação prioritariamente para o gerenciamento da lacuna (gap) de competências eventualmente existente na organização ou equipe, procurando eliminá-lo ou minimizá-lo. A ideia é aproximar ao máximo as competências existentes na organização daquelas necessárias para a atingir os objetivos organizacionais.
Sob essa perspectiva, minimizar eventuais lacunas de competências significa orientar e estimular os profissionais a eliminar as incompatibilidades entre o que eles são capazes de fazer (competências atuais) e o que a organização espera que eles façam (competências necessárias).

## Histórico da gestão por competências
O conceito de Gestão por Competências sofreu diversas modificações ao longo do tempo. Em seu primeiro momento, na Idade Média, era caracterizada de um ponto de vista essencialmente jurídico, onde competência significava a capacidade de julgar atribuída a uma pessoa ou instituição. Desta forma os indivíduos eram avaliados sob a capacidade de realizar alguma ação ou a capacidade de julgar certa ação. Mais tarde, o conceito passou a ser visto de um âmbito social considerando se o indivíduo era ou não capaz de opinar sobre certos assuntos.
Atualmente, a competência não se trata apenas de certas habilidades atribuídas a um indivíduo para realizar alguma atividade, mas em um processo também alimentado por crenças e valores que fundamentam as atitudes e decisões, organizacionais e/ou humanas.

## Características e etapas do modelo de gestão por competências
A Gestão por Competências é composta por alguns subsistemas, como:

### Mapeamento e descrição de competências
O mapeamento  é a base de toda a Gestão por Competências.
O mapeamento se dá pela descrição das competências laborais no trabalho. Para tanto, existem fundamentalmente duas metodologias complementares de descrição de competências no trabalho, a saber:
A primeira se baseia nos recursos ou dimensões da competência, ou seja, os conhecimentos, habilidades e atitudes pressupostas como necessárias para que o profissional possa apresentar determinado desempenho no trabalho.
A segunda utiliza-se de pautas ou referenciais de desempenho, de onde o profissional demonstraria deter uma dada competência por meio da adoção de certos comportamentos passíveis de observação no trabalho.
Em geral, a adoção de um ou outro critério para descrição de competências ocorre em razão do uso que se pretende dar à descrição. Quando utilizadas em instrumentos de avaliação do desempenho no trabalho, por exemplo, as competências são descritas sob a forma de comportamentos passíveis de observação (referenciais de desempenho), para que o avaliador possa mensurar o desempenho do avaliado a partir dos comportamentos que este adota no trabalho. Quando utilizadas na formulação de ações de treinamento, por sua vez, então faz-se necessário descrever não apenas os comportamentos desejados (referenciais de desempenho), os quais constituirão os objetivos instrucionais do treinamento, mas também os conhecimentos, habilidades e atitudes correspondentes, os quais constituirão os conteúdos educacionais a serem ministrados.

### Mensuração de competências
Cada competência pode ser mensurada de acordo com as habilidades apresentadas pelo profissional. Podem ser:
a) Habilidades técnicas: compreendem o entendimento e a capacidade de executar certa atividade, exigem conhecimento especializado e capacidade analítica no desempenho da tarefa, são adquiridas através de treinamentos e experiência profissional;
b) Habilidade Humana: também chamadas de inteligência emocional, esta habilidade confere ao profissional a competência para trabalhar em um grupo coeso, cujos membros têm foco em resultados em comum;
c) Habilidade Conceitual: que permite ao profissional visualizar a organização de forma holística, isto é, com uma perspectiva sistêmica, cujas partes da empresa formam um conjunto integrado. Portanto, cada competência pode ser mensurada através das habilidades apresentadas pelo profissional e o modo como ele as aplica no desempenho das tarefas (atitudes).

### Remuneração por competências
O ponto de partida para se fazer a remuneração por competências é identificar quais as competências são mais importantes para a estratégia da organização. A importância da competência dominada pelo profissional influenciará na remuneração recebida por ele, pois estes dois aspectos são diretamente proporcionais. Sendo assim, as pessoas que possuírem tais competências serão melhor remuneradas.  As análises dessas competências são feitas por meio da identificação das habilidades, conhecimentos e recursos que os funcionários possuem e que agregam valor econômico a organização.

### Seleção por competências
Em um processo de seleção de candidatos para a empresa é sempre importante buscar funcionários que conservem os princípios da organização. O processo deve colocar em primeira instância a cultura da empresa e também avaliar os valores e crenças do futuro empregado, sendo assim, ele deve dar prioridade aos que possuem tais características, pois certas habilidades e atitudes não podem ser alcançadas apenas com treinamento ministrado pela empresa.
As competências podem ser avaliadas por meio de centros de avaliação, onde o candidato é observado sob diversas situações análogas que eles enfrentariam após contratado. Em níveis executivos, habilidades para executar, perspectiva de carreira, orientação para equipe e experiência são competências que merecem grande atenção.

### Avaliação por competências
Através da avaliação por competências, também chamada de avaliação de desempenho, será identificado se o perfil comportamental e técnico dos colaboradores de uma corporação estão alinhados ao perfil ideal exigido pelos cargos.
A avaliação por competências é uma maneira de estimar o aproveitamento do potencial individual de cada colaborador dentro das organizações. O resultado da avaliação será a identificação das competências comportamentais e técnicas que precisam ser aperfeiçoadas.

### Plano de desenvolvimento por competências
Baseado no resultado da Avaliação por Competências será criado um Plano de Desenvolvimento para os colaboradores, cujo objetivo será aperfeiçoar e potencializar o perfil individual de cada colaborador.
Desde o processo de recrutamento e seleção do candidato, é necessário observar seu potencial de desenvolvimento a longo prazo na organização. Nessa perspectiva, o profissional conhece amplamente a estratégia, a cultura e clima organizacional e se sente inserido neste ambiente, como parte importante dele. A partir deste reconhecimento da função, o profissional consegue planejar sua carreira, através da gestão e aprimoramento das competências que já possui e do desenvolvimento de novas habilidades que ele enxergue como necessárias.
Para tal, é necessário, primeiramente, que os gestores de Recursos Humanos tracem uma meta que contemple as necessidades individuais do profissional e as da empresa, em que cabe ao setor de RH proporcionar um ambiente favorável, criando um contexto de suporte ao funcionário que, a partir deste contexto, poderá traçar as metas mútuas. Depois, o profissional estará apto a identificar as oportunidades e os requisitos de carreira, nas quais ele poderá conhecer as necessidades necessárias versus as necessidades que já possui e, a partir daí, trabalhar com foco nas habilidades que deseja desenvolver. O próximo passo será o aporte para a implementação de programas de desenvolvimento que forneçam os recursos para o aprimoramento dos profissionais, sejam estes programas de treinamentos, aconselhamento de carreira, feedback de desenvolvimento e orientações. A última etapa consiste na mensuração do potencial do funcionário, na qual o setor de Recursos Humanos poderá utilizar-se de planos de avaliação, elaborar inventários de talentos e, assim, construir planos de sucessão.

## Vantagens da aplicação da Gestão por Competências

### Melhora o desempenho dos colaboradores
Pessoas dotadas de competências possuem maior potencial para desempenhar suas tarefas e ao mesmo tempo estas condições impactam diretamente no aumento da produtividade.

### Alinha os objetivos e metas da organização e da equipe
A Gestão por Competências deve ser um esforço contínuo para que haja um alinhamento entre os objetivos pessoais e os da organização. É papel da Gestão de Pessoas garantir colaborares que tenham aptidões capazes de fazer com que a organização obtenha vantagem competitiva.

### Reduz a subjetividade na seleção e avaliação de pessoas
A gestão por competências reduz o viés pessoal, visto que é selecionado o candidato cujas competências melhor se adéquam às estratégias da empresa.

### Analisa o desenvolvimento dos colaboradores e identifica as necessidades de treinamentos
A Gestão por Competências consegue identificar de maneira eficaz, em qual estágio se encontra determinada competência do colaborador e verificar a curto, médio e longo prazo, qual estágio o mesmo pode atingir. Com isso, é possível estabelecer a necessidade de treinamentos e qual é o mais adequado para aprimorar suas capacidades e transformar em vantagem competitiva.

### Enriquece o perfil dos colaboradores, potencializando seus resultados
Com a introdução do modelo de Gestão por Competências dentro das organizações, o foco para se obter maiores resultados e vantagem competitiva está no profissional dotado de determinada competência. Com isso, o mesmo passa a ter uma visão diferenciada dentro da empresa, sendo este um recurso fundamental para atender os objetivos estratégicos.

### Melhora o relacionamento entre gestores e liderados
Em um primeiro momento, é fundamental que o colaborador saiba identificar quais são as competências que possui para atender suas necessidades profissionais. Deixando isto claro, é papel do gestor estimular que o mesmo busque a todo o momento desenvolver tais competências e verificar quais são os pontos a serem melhorados. Por fim, é necessário que haja uma aceitação por parte do colaborador dos feedbacks que lhe serão dados, filtrando-os de forma positiva como processo de melhoria contínua.

### Mantém a motivação e o compromisso
Quando há um entendimento por parte do colaborador do alinhamento entre as competências do profissional com as estratégias da empresa, o colaborador consegue compreender o seu papel dentro da organização, porém, é fundamental que seja proporcionada condições favoráveis para manter o profissional motivado, visto que as competências advêm de pessoas.

## Implicações sociais e dificuldades
A principal dificuldade da implantação está em torno da variedade de conceitos de competência. Os desafios estão ligados a fatores como:
- a multiplicidade de conceitos de competência, sem  uma  tendência  clara  para  que  um  se  torne  mais  relevante  do  que  os  outros;
- a  especificidade   das   filosofias   e   formas   de   implementação   dos   modelos   de   Gestão   de   Competências, e a consequente carência de uma terminologia comum que sirva de base para a implementação  da  Gestão  de  Competências  em  pequenas  e  médias  empresas;
- a  não  vinculação da Gestão de Competências às estratégias organizacionais.[11]